# متئوست

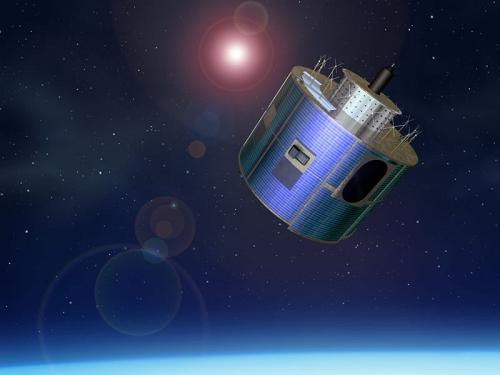
نسل دوم ماهواره متئوست

متئوست (انگلیسی: Meteosat) نام مجموعه‌ای از ماهواره‌های هواشناسی مدار زمین‌ثابت‌است که توسط یومت‌ست در قالب برنامه گذار متئوست (MTP) و برنامه نسل دوم متئوست (MSG) اداره می‌شوند.
ماهواره‌های متئوست توسط کنسرسیوم کاسموس متشکل از آئروسپاسیال، مرکز فضایی کانز ماندلیو، شرکت ماترا، ام‌بی‌بی، سلنیا اسپازیو و شرکت مارکونی ساخته شده‌اند.
این ماهواره‌ها ۲٫۱ متر قطر و ۳٫۱۹۵ متر طول دارند و وزن آن‌ها در مدار ۲۸۲ کیلوگرم است.